# Brownacris robusta
Brownacris robusta är en insektsart som beskrevs av Brown, H.D. 1972. Brownacris robusta ingår i släktet Brownacris och familjen gräshoppor. Inga underarter finns listade i Catalogue of Life.